# Concert voor orkest (Tower)
Joan Tower componeerde haar Concert voor orkest in 1991.
Bij een Concert voor orkest bestaan er meerdere solopartijen naast elkaar, daarnaast soleren de solisten ook binnen hun eigen groep. Deze componeer- en uitvoertechniek vraagt het uiterste van zowel componist als van uitvoerenden. De componist en uitvoerende moeten proberen de verbrokkeld aanwezige solo- en begeleidingspartijen toch zo te laten klinken dat er sprake blijft van een eenheid. Een beginnende solopartij kan bijvoorbeeld een paar maten verder opgaan in de begeleidingsmuziek en andersom. Het uitvoerende orkest moet derhalve een zekere kwaliteit hebben om een dergelijk werk tot een goed eind te brengen.
Deze compositie van een half uur begint met een laag klinkend basisakkoord waaruit dan de eerste solopartij (in dit geval voor de waldhoorn) ontspringt. De solopartij wordt dan doorgegeven aan de andere orkestleden. In het specifieke geval voor de solo voor hoorn geldt dat daarin ook een cadenza zit, waarin de solist min of meer de vrijheid heeft zijn/haar kunnen te tonen, terwijl het orkest zelf verdergaat met haar begeleiding.
Het werk bestaat uit twee delen (kortweg deel I en deel II), die zonder onderbreking worden gespeeld.
Tower componeerde haar Concert voor orkest in opdracht van drie orkesten, waarvan twee zonder meer tot de A-categorie van de Verenigde Staten behoren: New York Philharmonic en Chicago Symphony. Het derde orkest is het Saint Louis Symphony Orchestra, een Amerikaans orkest dat bekendstaat om het verzorgen van premières van composities van levende Amerikaanse componisten. Het SLSO lijkt hier een vreemde eend in de bijt, maar Tower was enkele jaren de huiscomponist van het orkest.

Het is opgedragen aan Charles Grawemeyer, een filantroop op het gebied van kunsten. Tower had in 1990 de Grawemeyer Award in Composition gewonnen. 

## Bron en discografie
- Naxos 8559328; Nashville Symphony o.l.v. Leonard Slatkin